# Héctor Fernando Ramírez
Héctor Fernando Ramírez (Guatemala, 1942 – Ciudad de Guatemala, 24 de julio de 2003) más conocido como el Reportero X, fue un periodista guatemalteco.

## Biografía
Ramírez había comenzado su carrera como reportero de noticias por radio. Al momento de su muerte, era reportero del telenoticiero Noti7, aunque también trabajaba para Radio Sonora.

## Muerte
Durante el jueves negro, el 24 de julio de 2003 las 08:30, Ramírez llegó a una zona donde simpatizantes del Frente Republicano Guatemalteco (FRG) se amotinaban y agredían a otro reportero, Juan Carlos Torres, que trabajaba para El Periódico. Habían robado el equipo fotográfico de Torres y lo estaban rociando con gasolina cuando llegaron Ramírez y otros reporteros, lo que permitió a Torres escapar. La turba arremetió contra los reporteros, y mientras huían, presuntamente Ramírez sufrió un infarto que lo mató instantáneamente. Tenía 61 años. Según el informe forense, Ramírez recibió un golpe en la cabeza y murió de un paro cardíaco. No se logró establecer si el impacto fue antes de morir o cuando cayó al piso.

## Controversias
Durante las elecciones generales de 2019, Zury Ríos afirmó en una entrevista radial que Ramírez era «miembro y simpatizante del FRG». El hijo de Ramírez indicó que las afirmaciones de Ríos eran falsas y le exigió una disculpa.